# Vermogenstitel
Een vermogenstitel is een product dat betrekking heeft op kapitaal. Ze worden verhandeld op de kapitaalmarkt, zoals aandelen, obligaties en opties.